# Melissa Spooner
Pour les articles homonymes, voir Spooner.
Melissa Spooner est une triathlète professionnelle canadienne, vainqueur sur triathlon Ironman.

## Biographie
Melissa Spooner a obtenu un baccalauréat en sciences de la nutrition à l'Université de Seattle (état de Washington).
Melissa a lutté toute sa carrière contre des blessures persistantes et la maladie de Crohn de son époux Chris, ils se sont rencontrés à l'Université de Victoria où il était rameur universitaire, il a remporté pour le Canada une médaille de bronze aux Jeux panaméricains de 1991. Melissa a pris sa retraite sportive en 2004, elle est aujourd'hui animatrice en endurance pour la santé et le fitness et nutritionniste sur internet.

## Palmarès en triathlon
Le tableau présente les résultats les plus significatifs (podium) obtenus sur le circuit international de triathlon depuis 1997.
| Année | Compétition              | Pays             | Position           | Temps           |
| ----- | ------------------------ | ---------------- | ------------------ | --------------- |
| 2000  | Ironman USA              | États-Unis       | Médaille d'or      | 9 h 45 min 57 s |
| 1999  | Ironman Nouvelle-Zélande | Nouvelle-Zélande | Médaille d'or      | 9 h 20 min 14 s |
| 1998  | Ironman Europe           | Allemagne        | Médaille de bronze | Timing          |
| 1998  | Ironman Lanzarote        | Espagne          | Médaille d'or      | 9 h 51 min 47 s |
| 1997  | Ironman Canada           | Canada           | Médaille d'argent  | 9 h 25 min 47 s |